# Balusztrád

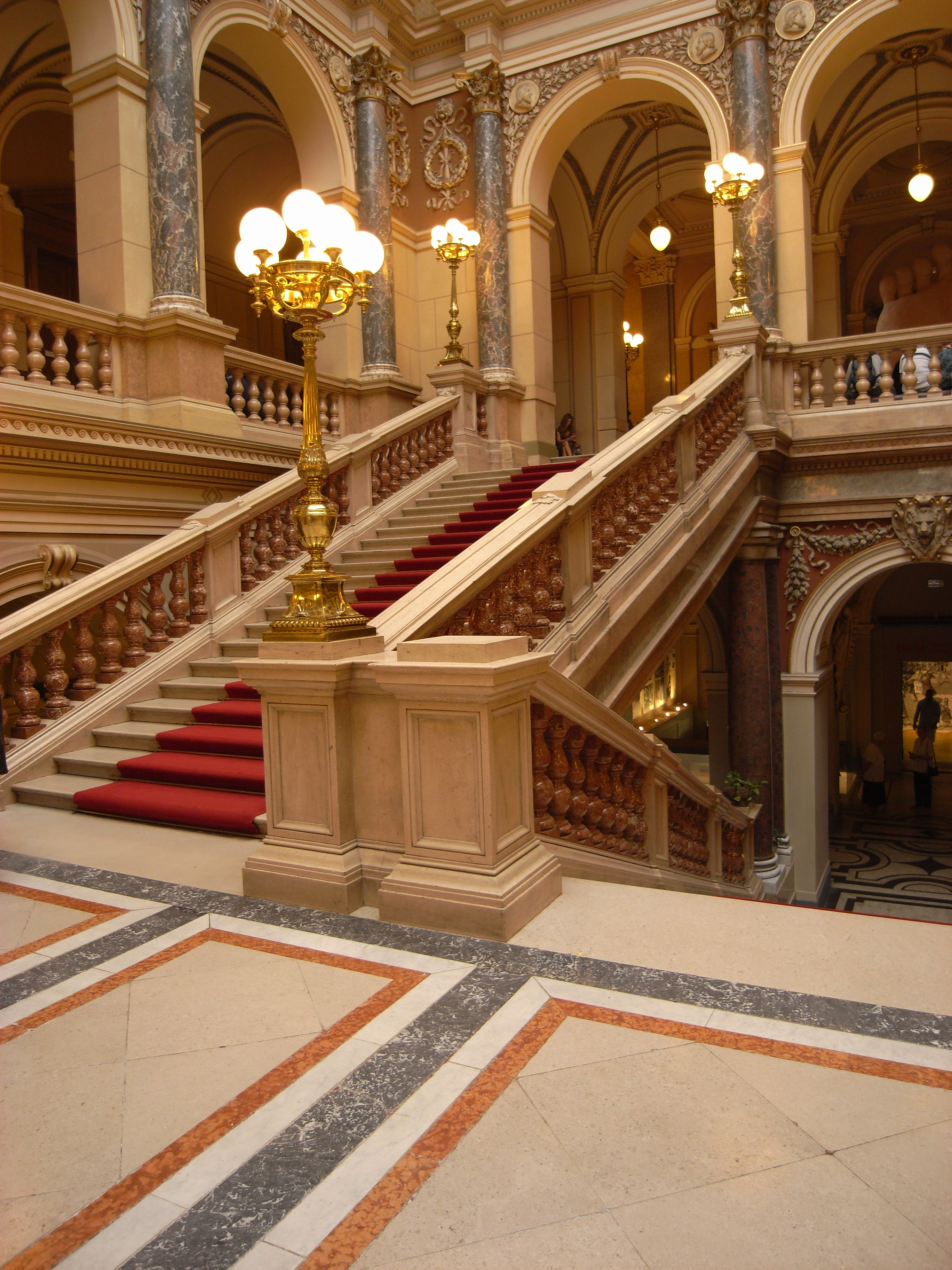
Balusztrád a prágai Nemzeti Múzeum lépcsőházában

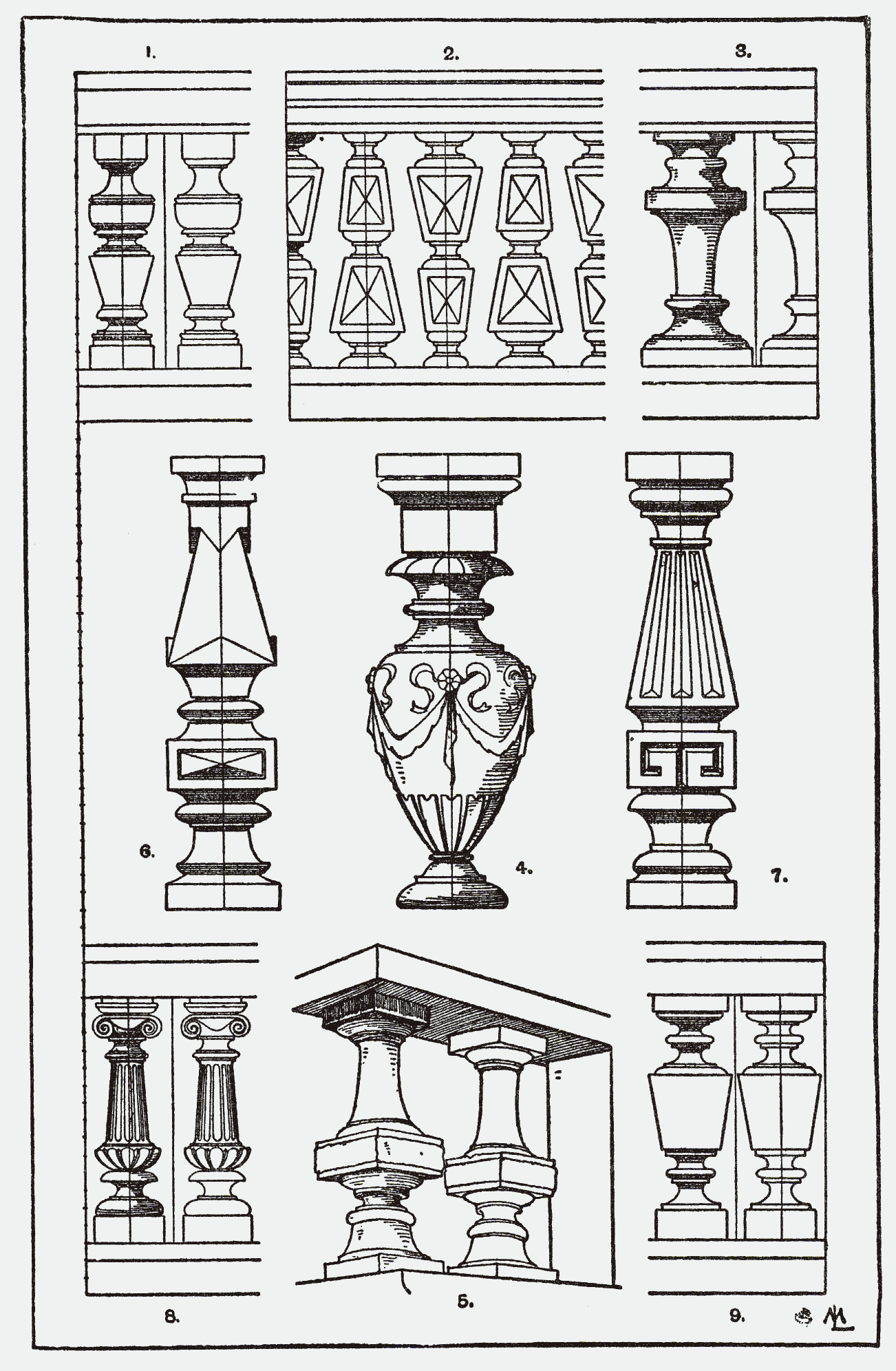
Baluszterek rajza

A balusztrád (mellvéd) eredetileg könyökmagasságig emelkedő, többnyire áttört kő-, vas- vagy fakorlát, ami a leeséstől óv. Teraszokon, erkélyeken, lépcsőknél és a főpárkányok fölött az attika díszítésére alkalmazzák. Magassága többnyire 85–125 cm.
Az építészetben alkalmazott kő balusztrád három részből áll: a talplemezből, a fedőlemezből és az ezek között álló baluszterekből vagy bármily más, rendesen áttört művű ornamentikából. A balusztersort vagy az azt helyettesítő díszítményt bizonyos távonként erősebb kőpillérek (posztamensek) szakítják meg.
A balusztrádot először a gótika alkalmazta tömegesen díszítő elemnek. Ekkor a posztamensek közötti űrt kis arkatúrákkal vagy valamely áttört, geometrikus díszítménnyel töltötték ki; az olasz reneszánsz építészetére viszont az apró támaszok, baluszterek és bábok jellemzőek.
Mivel a kő balusztrád aránytalanul sok helyet foglal el a kevésbé kiugró erkélyekből, a követ igen korán elkezdték helyettesíteni, eleinte kovácsolt-, később öntöttvassal, majd, főleg a reneszánszban, gazdagon díszített bronzzal.
Bútorok díszítésére különösen XVI. Lajos korában és az empire stílusban használtak balusztrádokat, de csak díszítményül. Ezek a fából, bronzból vagy rézből készített elemek alig pár cm magasak.